# Mercado central de Pontevedra
O Mercado Central de Pontevedra (ou Mercado Municipal de Pontevedra) é um mercado coberto localizado em Pontevedra, Espanha. Situa-se no extremo nordeste do centro histórico, perto da Ponte do Burgo. Tem vista para as margens do rio Lérez e foi inaugurado em 1948.

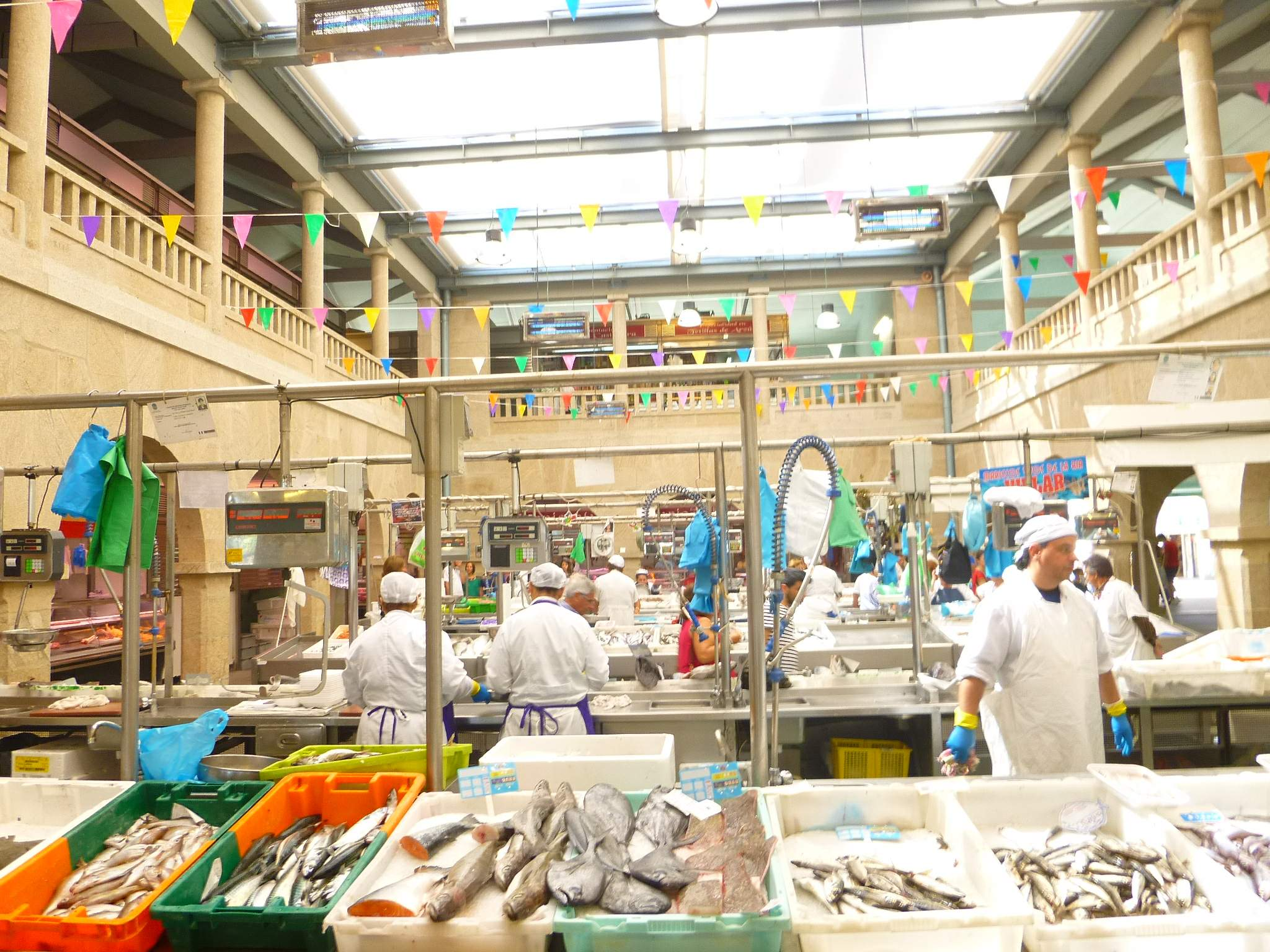
Um dos dois pátios do mercado

## História
As praças medievais do centro histórico de Pontevedra foram, desde a Idade Média, o local onde se vendiam diferentes produtos. Na Praça do Teucro vendiam-se produtos como pão ou leite, na Praça da Verdura legumes, fruta, castanhas e peixe e na Praça de Méndez Núñez galinhas, entre outros.
Na década de 1880, a cidade necessitava urgentemente de um mercado coberto para maior conforto e higiene, como se pode ver na acta municipal de 5 de março de 1884. Em 1885, o projecto para um mercado coberto foi aprovado e confiado ao arquiteto municipal Alejandro Sesmero. O novo mercado coberto foi inaugurado a 15 de agosto de 1886 junto à Ponte do Burgo, no local da antiga prisão. Tinha um rés-do-chão e uma fachada longitudinal ao longo do Lérez no antigo dique. Havia balcões de mármore e ventiladores de ferro para a carne. O mercado foi coberto com uma estrutura mista de ferro e madeira.
Este mercado com telhado de metal foi demolido nos anos 40 para construir um novo e maior mercado na rua Sierra, no local do antigo matadouro da cidade. O desenho do projecto do mercado foi apresentado em maio de 1942 pelos arquitectos Emilio Quiroga Losada e José Barreiro Vázquez e a construção começou em 1945. Durante a construção do novo mercado, as vendedoras de peixe e as agricultoras montaram as suas bancas em barracas individuais junto à Ponte do Burgo e à Praça Valentín García Escudero. O novo mercado municipal coberto de dois andares, concebido pelo arquitecto municipal Emilio Quiroga Losada, foi inaugurado a 20 de janeiro de 1948.
Nos anos 90, tornou-se claro que o mercado coberto de 1948 precisava de ser completamente renovado para responder a novas necessidades. Em 1999, foi construído um mercado temporário em frente ao pavilhão desportivo municipal da cidade, a norte do rio Lérez e o mercado de 1948 foi desmontado pedra por pedra em 2000 para o reconstruir completamente renovado no mesmo local na Rua Sierra, Esta reforma foi realizada pelo arquitecto César Portela e o mercado foi inaugurado a 10 de outubro de 2003. A renovação completa do edifício baseou-se no espaço e na luminosidade e incluiu a construção de um parque de estacionamento subterrâneo de dois andares.
O primeiro andar do mercado foi remodelado em 2019 para a instalação de um espaço gastronómico que foi inaugurado a 22 de agosto de 2019 sob o nome Gastroespazo com diferentes stands gastronómicos dedicados à pescada, polvo, mexilhões, frango e cozinha tradicional galega, entre outros,
Em outubro de 2020, o mercado lançou um website para a compra dos seus produtos em linha, ponteabastos.com.

## Descrição
O mercado é um edifício de dois andares em granito, de planta rectangular e em estilo tradicional galego com colunas, arcos e arcadas. O seu corpo central, ao qual foram acrescentados dois corpos em forma de U, foi tratado como uma basílica. As duas fachadas são constituídas por três arcos de volta perfeita. A fachada principal está estruturada em torno de três arcadas principais no rés-do-chão que dão acesso ao edifício e cinco arcadas em cada lado que albergam várias pequenas lojas. No andar superior, a parte central da fachada tem três grandes janelas semicirculares, a maior das quais é a central, e janelas rectangulares emolduradas por varandas de cada lado. O corpo central de ambas as fachadas é coroado com pedimentos no topo e colunas nos dois apoios centrais. O arco central é mais alto do que os laterais. O edifício tem dois telhados com cumeeiras independentes.
Na fachada norte, a parte central da fachada é enquadrada por três janelas semicirculares de ambos os lados, entre as quais estão quatro janelas oeil-de-boeuf, e por janelas sem varandas no primeiro andar.
No interior, a entrada principal leva a uma grande escadaria central de pedra que conduz ao primeiro andar. A escadaria principal termina numa varanda no primeiro andar e permite uma passagem inferior com três arcos, o central maior, o que facilita a transição para as bancas. O interior está estruturado em torno de dois grandes pátios centrais rectangulares com varandas no primeiro andar e arcadas no rés-do-chão.
O mercado tinha um total de 367 pontos de venda em 2014, e após a transformação do primeiro andar em 2019 num espaço gastronômico, tem 214 bancas dedicadas à venda de peixe e marisco e fruta e legumes, 30 barracas interiores dedicadas principalmente à venda de carne e 19 barracas exteriores sob as arcadas dedicadas à venda de roupas, jornais ou jóias. Há também vendedores de flores no rés-do-chão do mercado.
O mercado é também a sede do mercado de peixe de Pontevedra, onde são realizados leilões de peixes e marisco.
Desde 2002, o mercado dispõe de um parque de estacionamento subterrâneo de dois andares que serve também o centro histórico da cidade com um total de 208 lugares de estacionamento.

## Cultura
Durante a renovação do mercado, foram descobertos os restos de um pedaço das muralhas medievais da cidade ao lado, na Rua Sierra.
No dia 25 de novembro de 2009, a estátua "A moza das galiñas" da artista Cuqui Piñeiro, representando uma mulher alimentando quatro galinhas e um galo, foi inaugurada em frente à entrada principal do mercado na rua Sierra. A estátua é uma homenagem às mulheres galegas e às vendedoras do mercado.

## Galeria de imagens

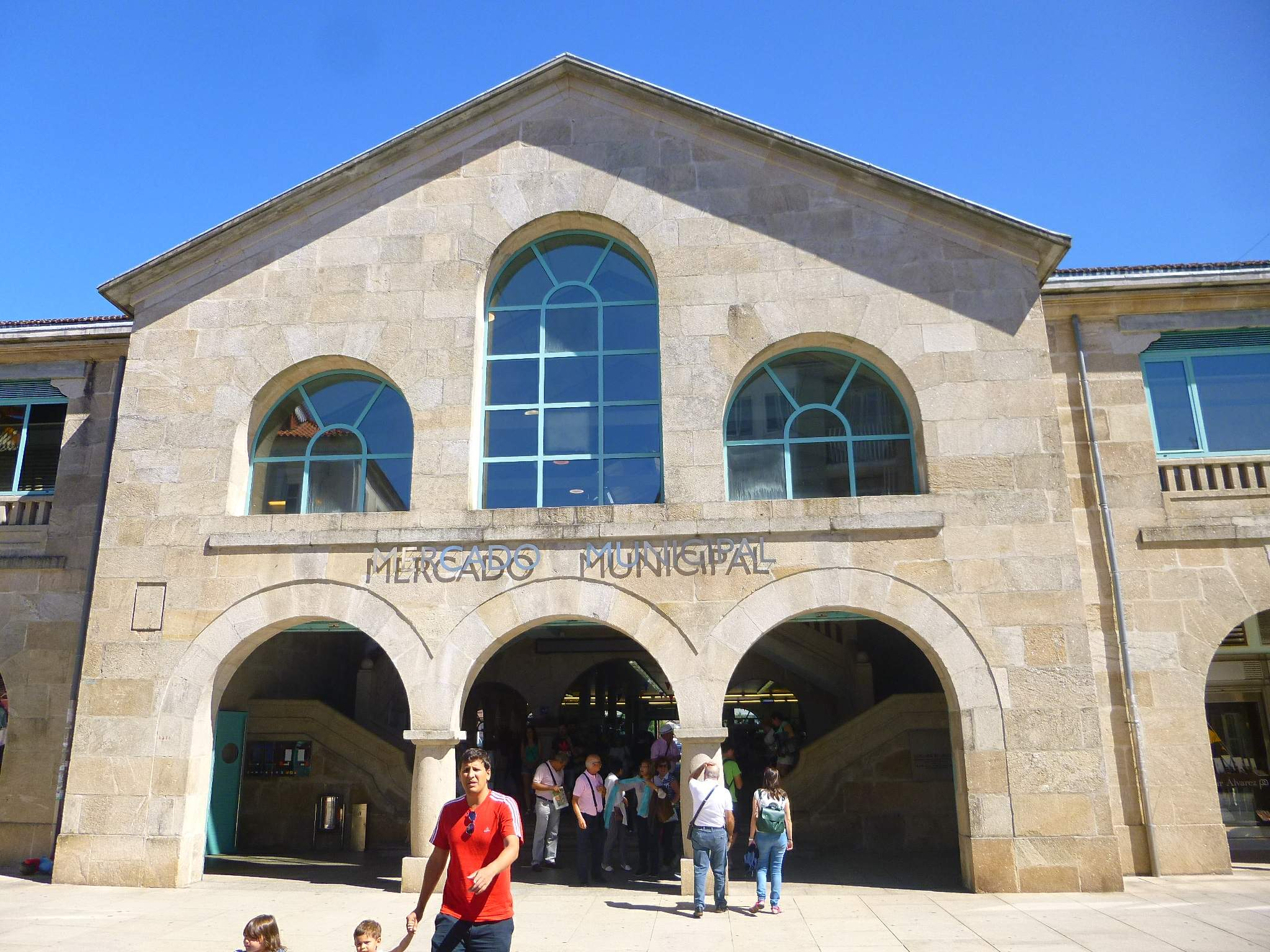
Parte central da fachada principal do mercado.
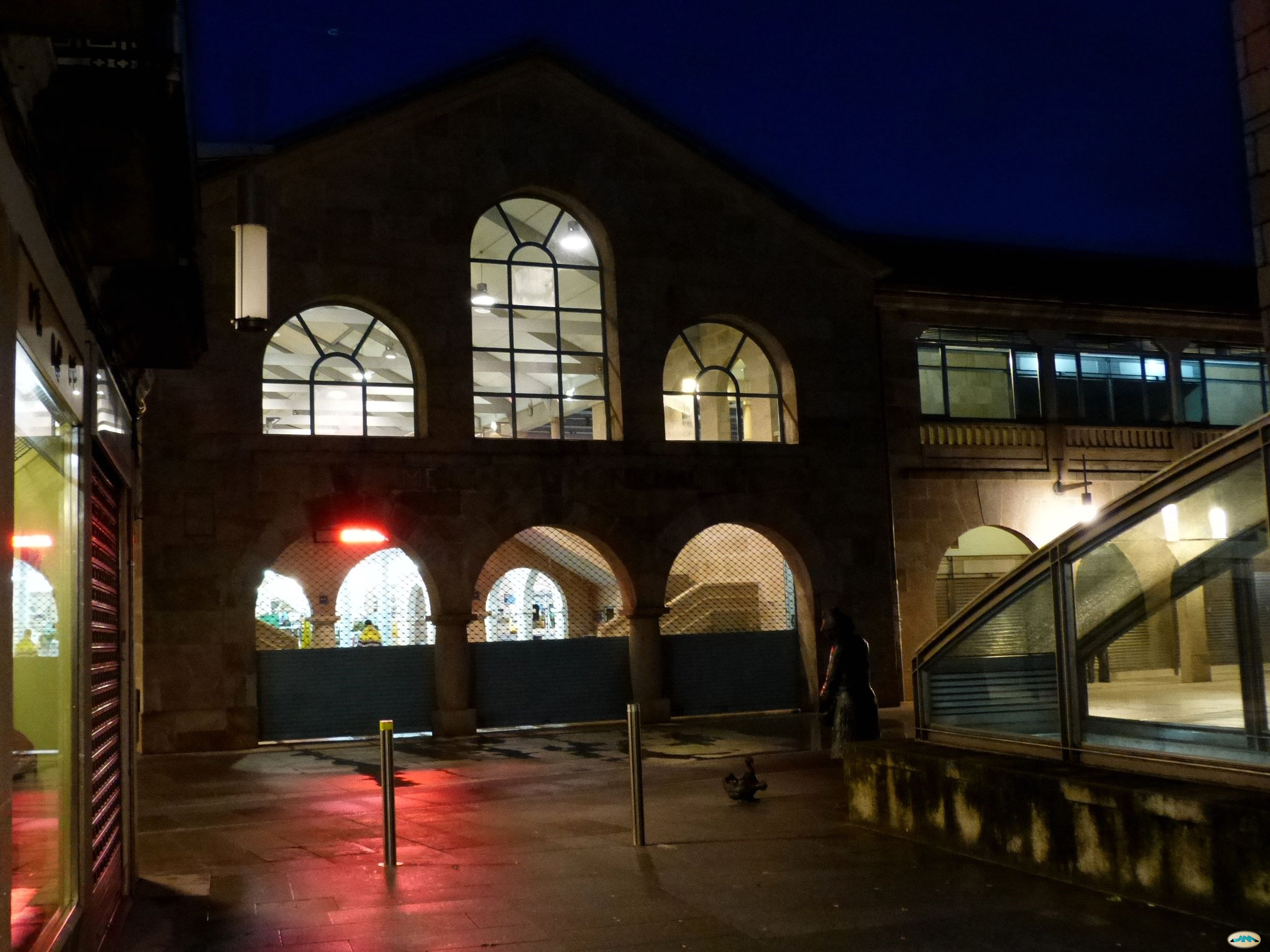
O mercado à noite.
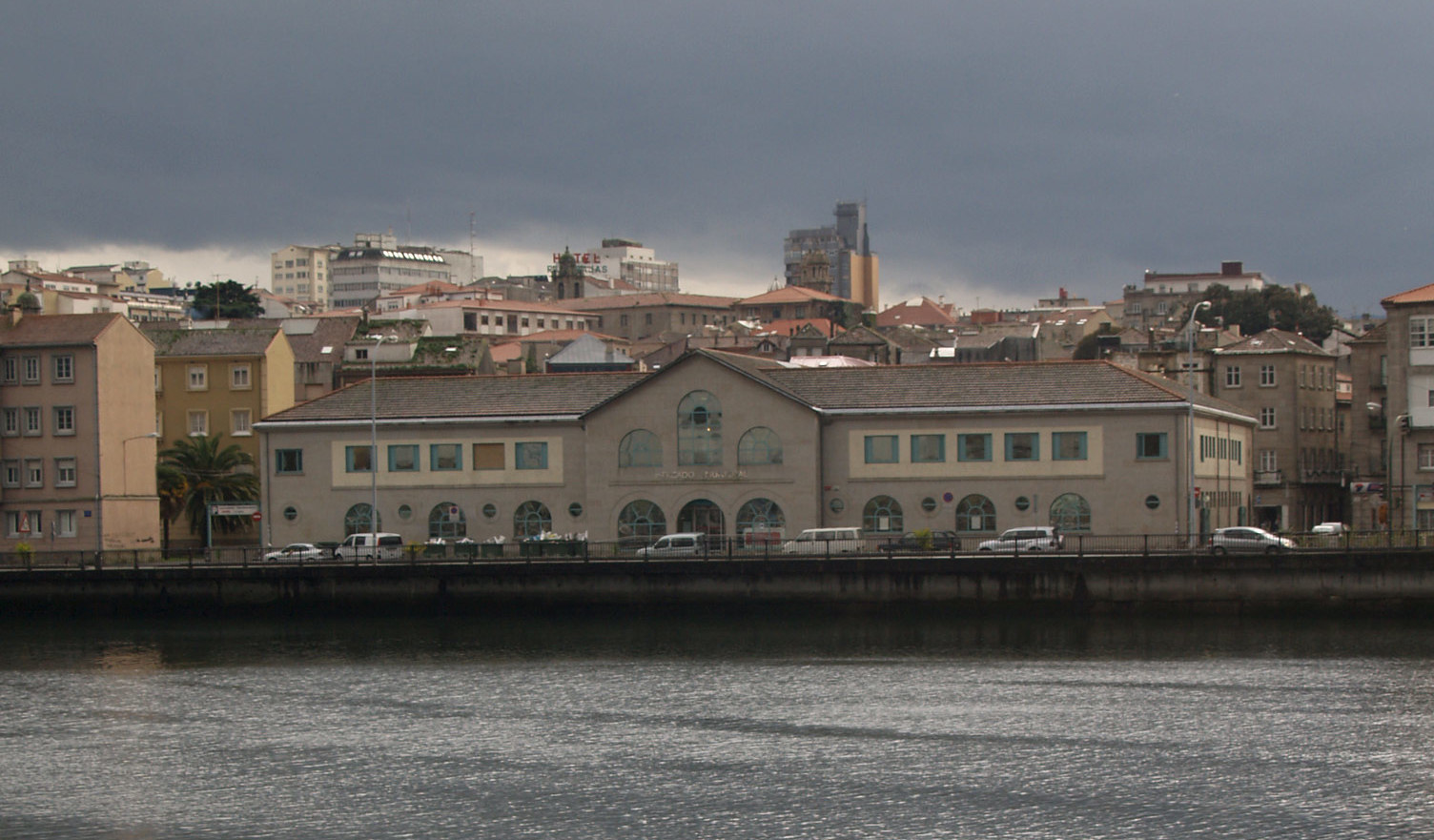
Fachada norte do mercado.
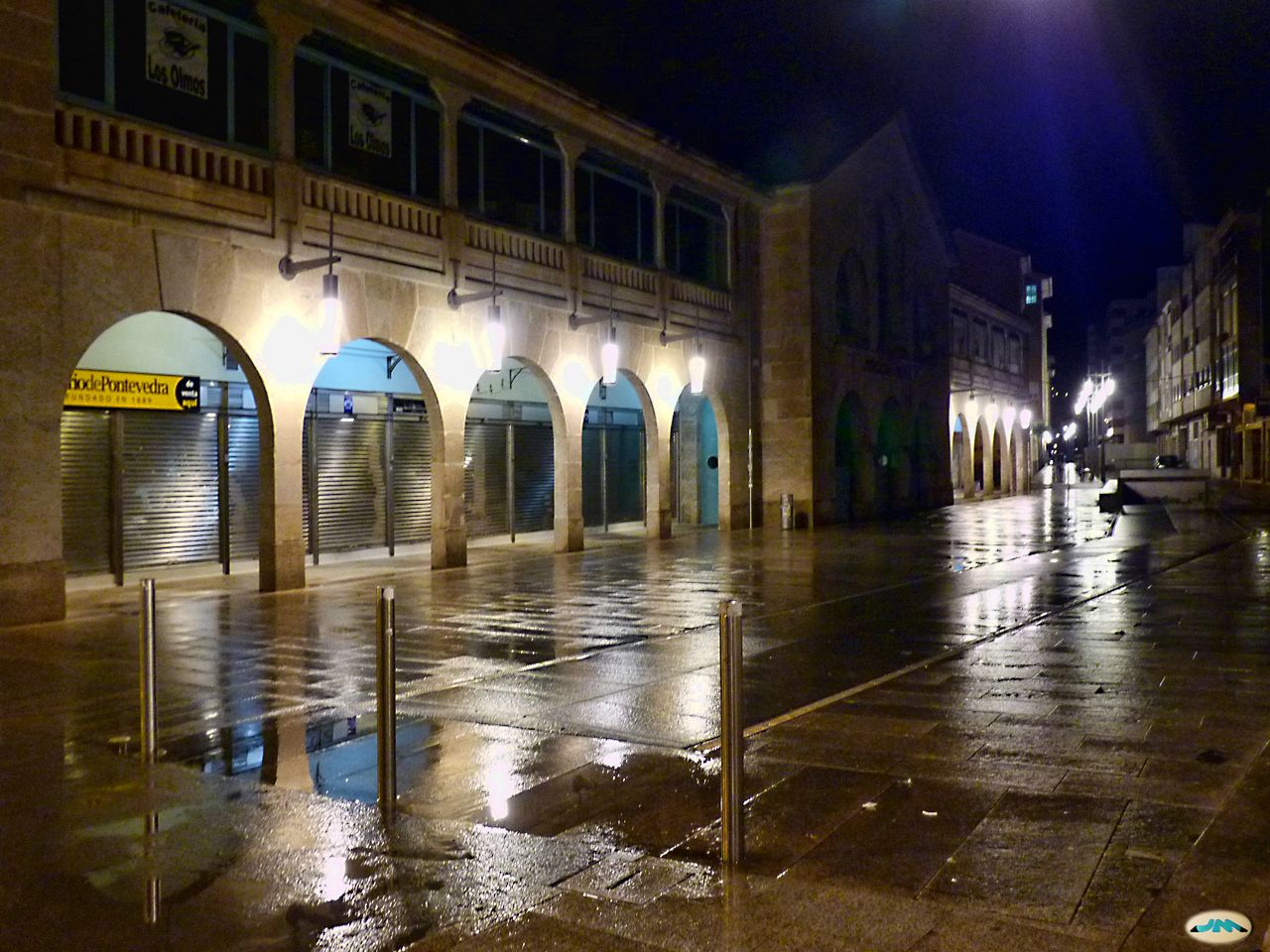
Arcadas na fachada principal do mercado à noite.
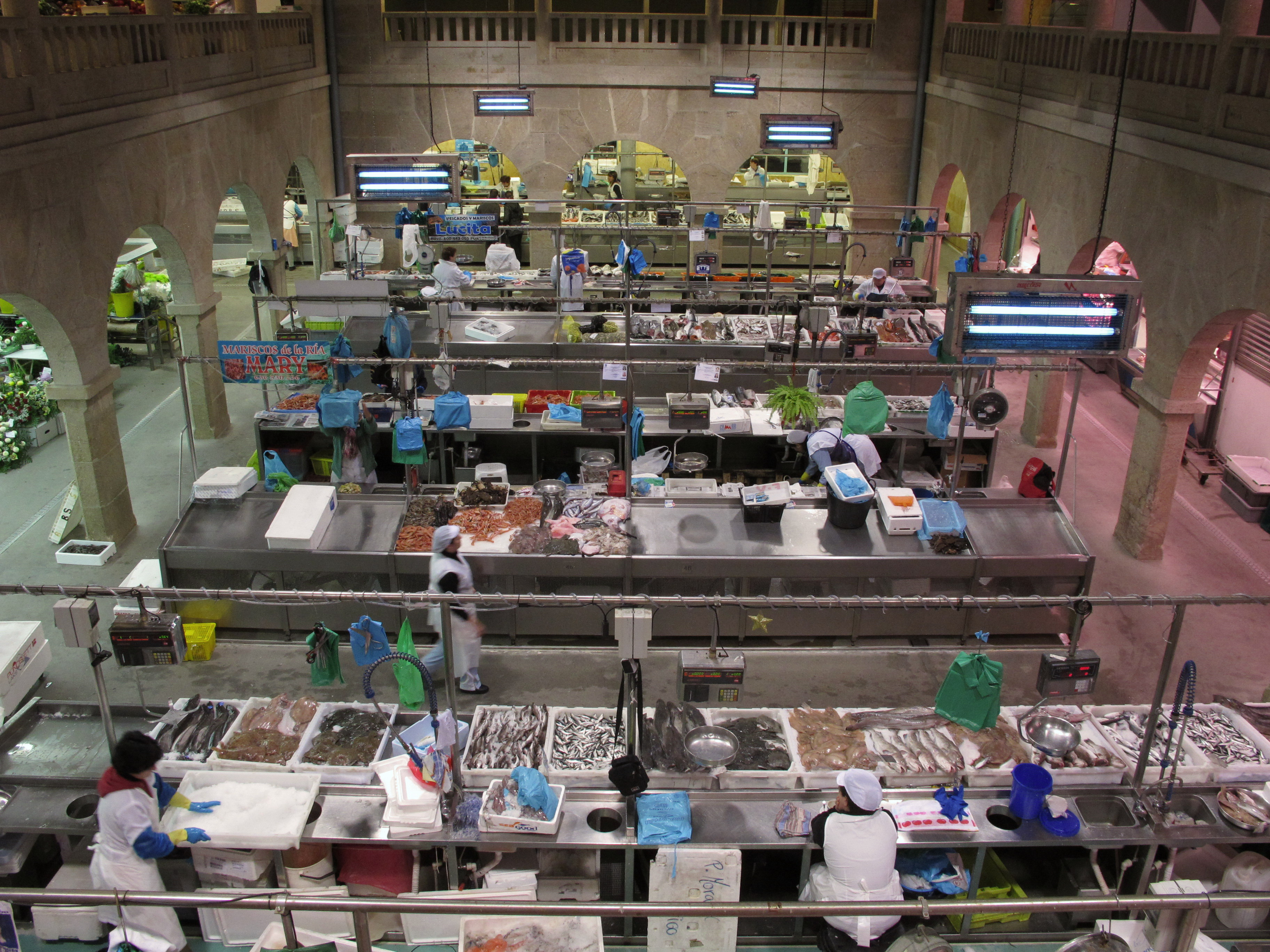
Pátio interno e bancas.
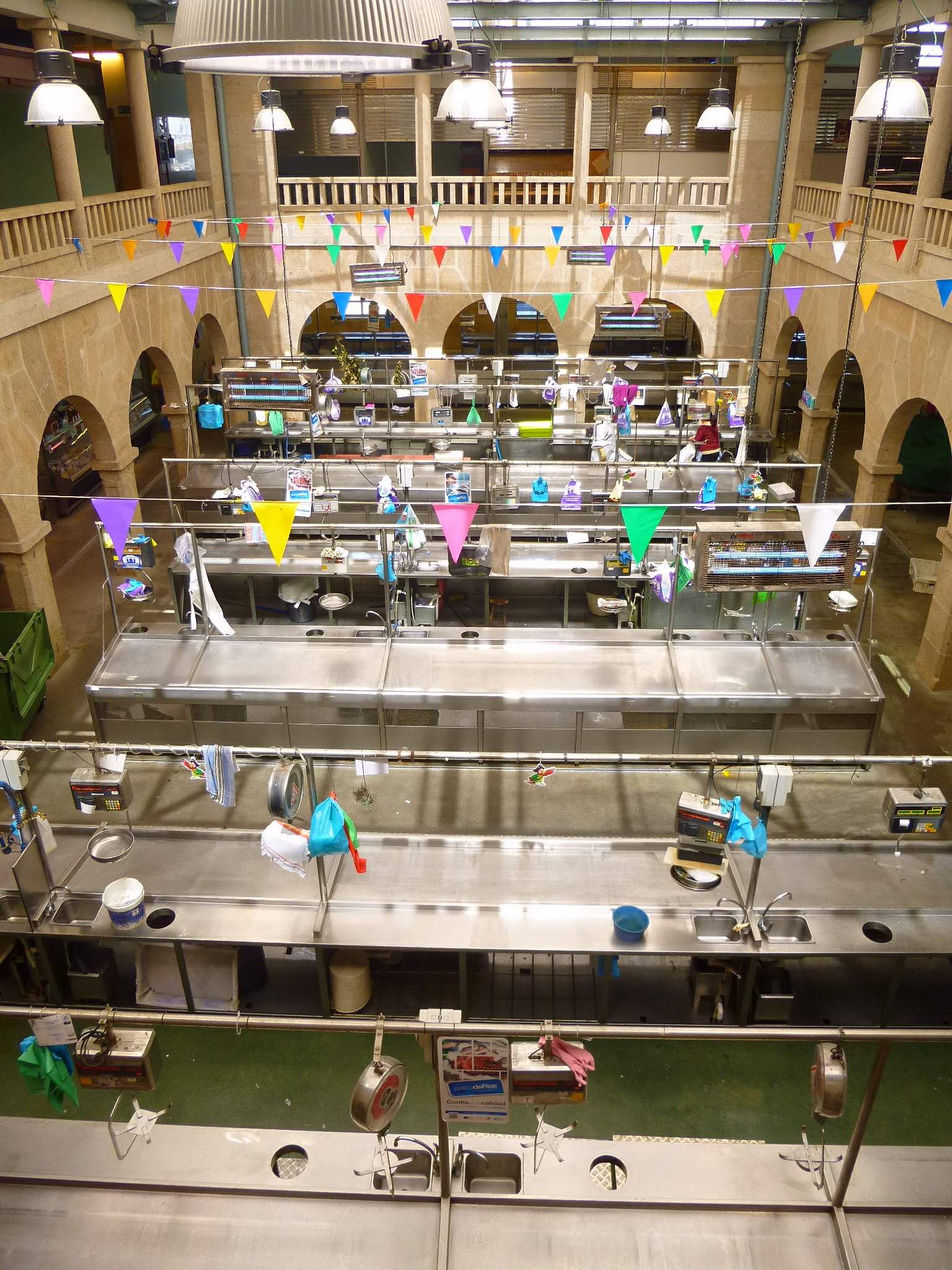
Bancas vazias.
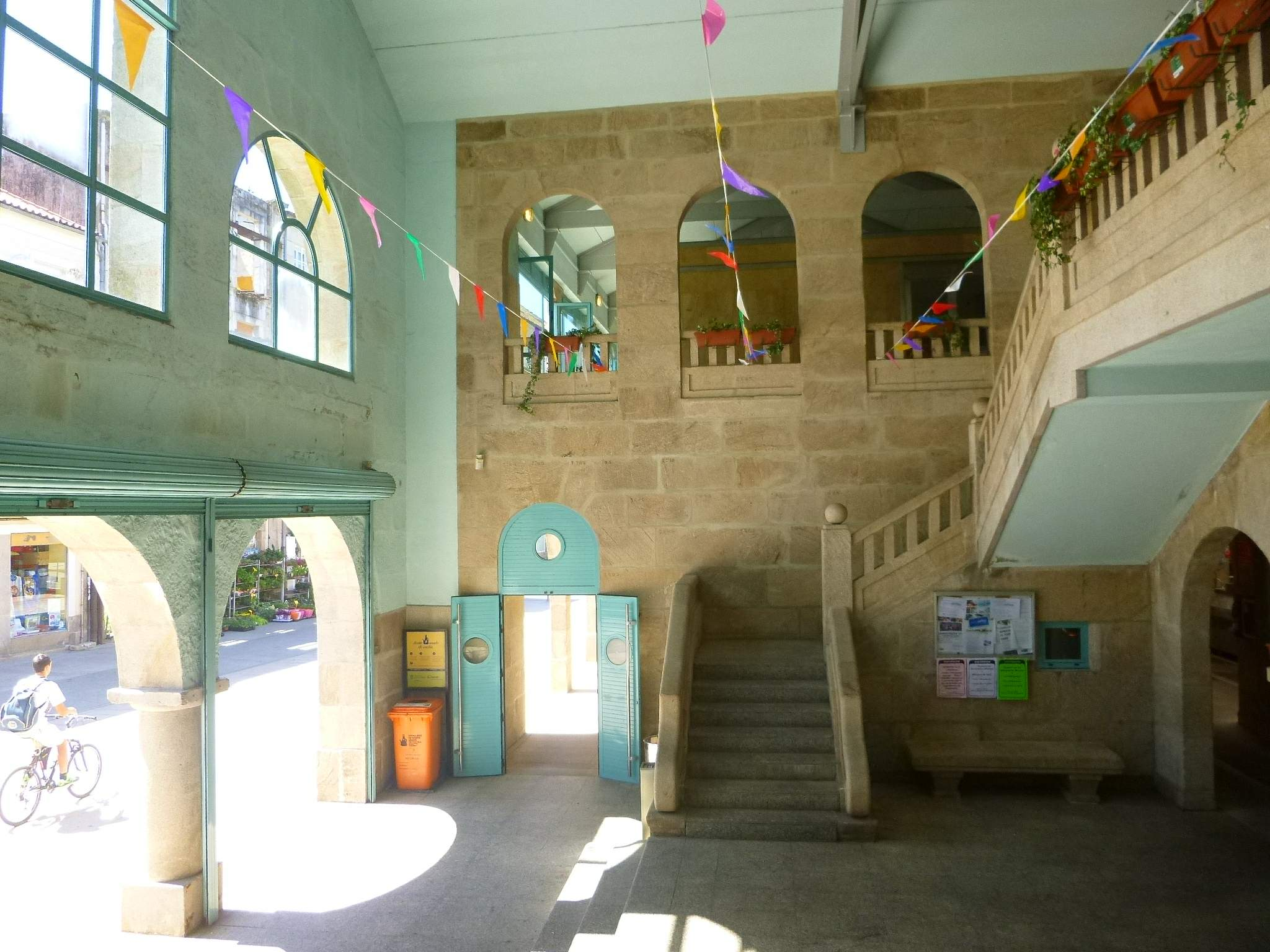
Entrada e escada central interna.
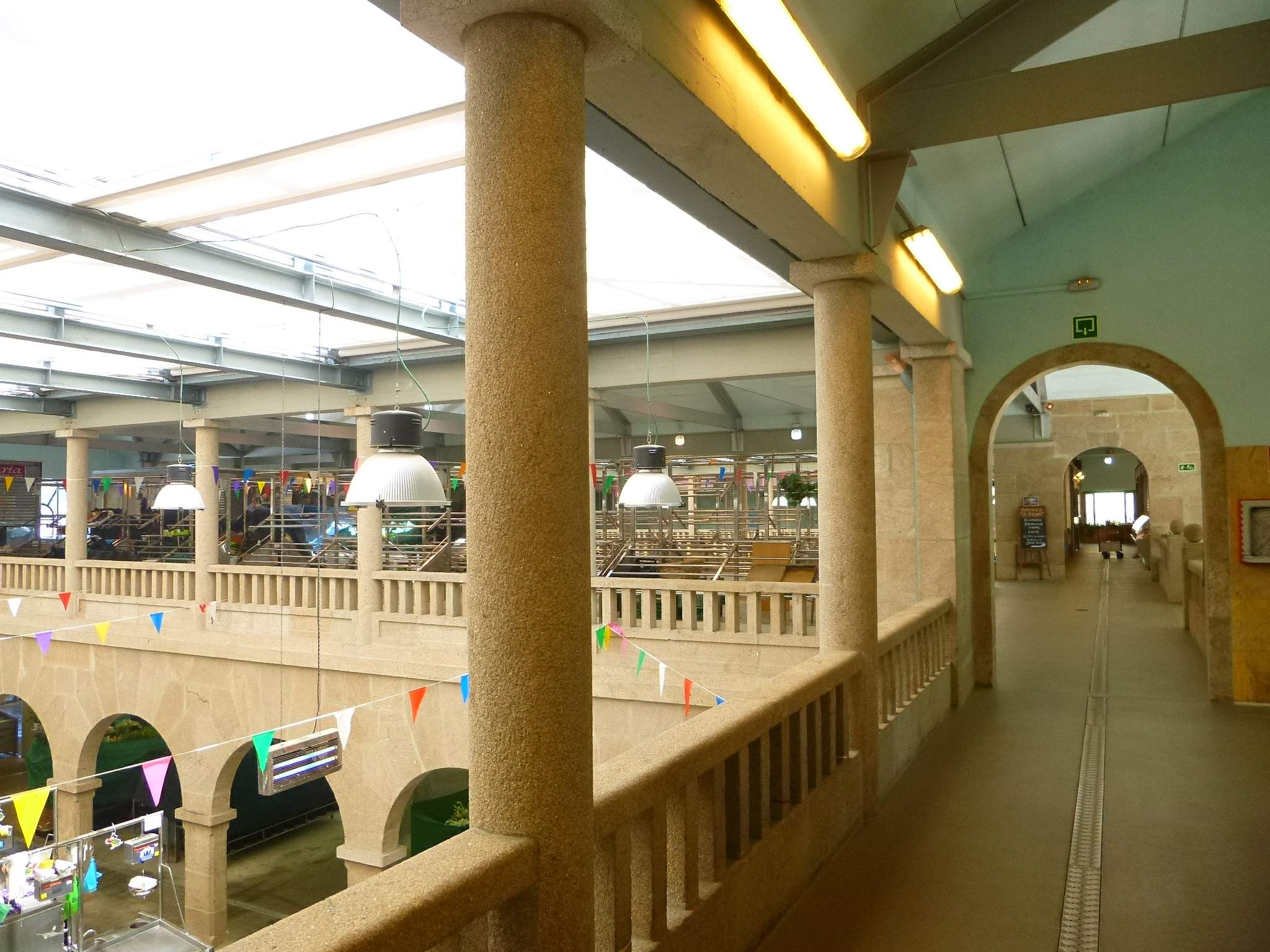
Varanda abrindo para um dos pátios internos
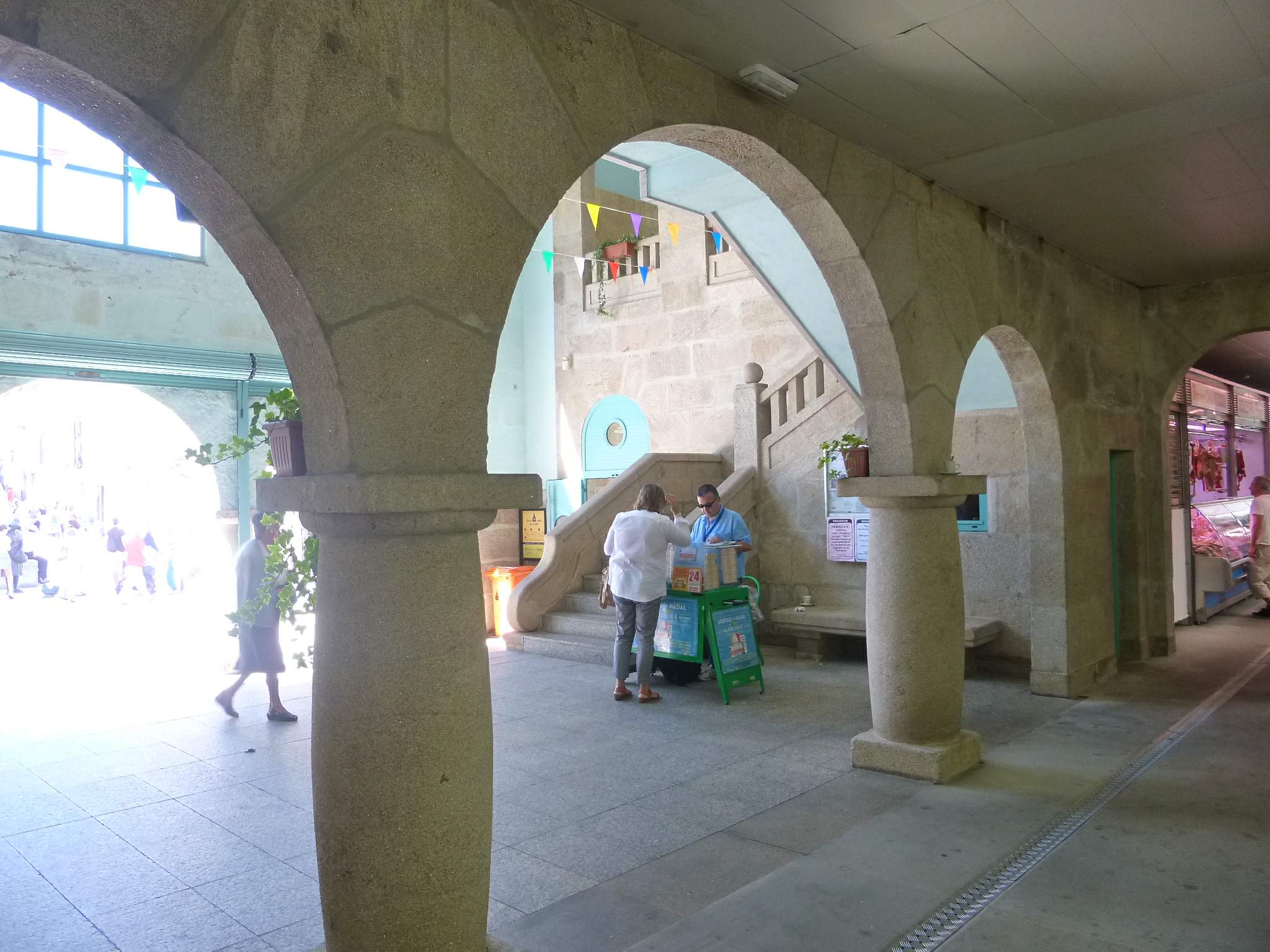
Arcadas interiores
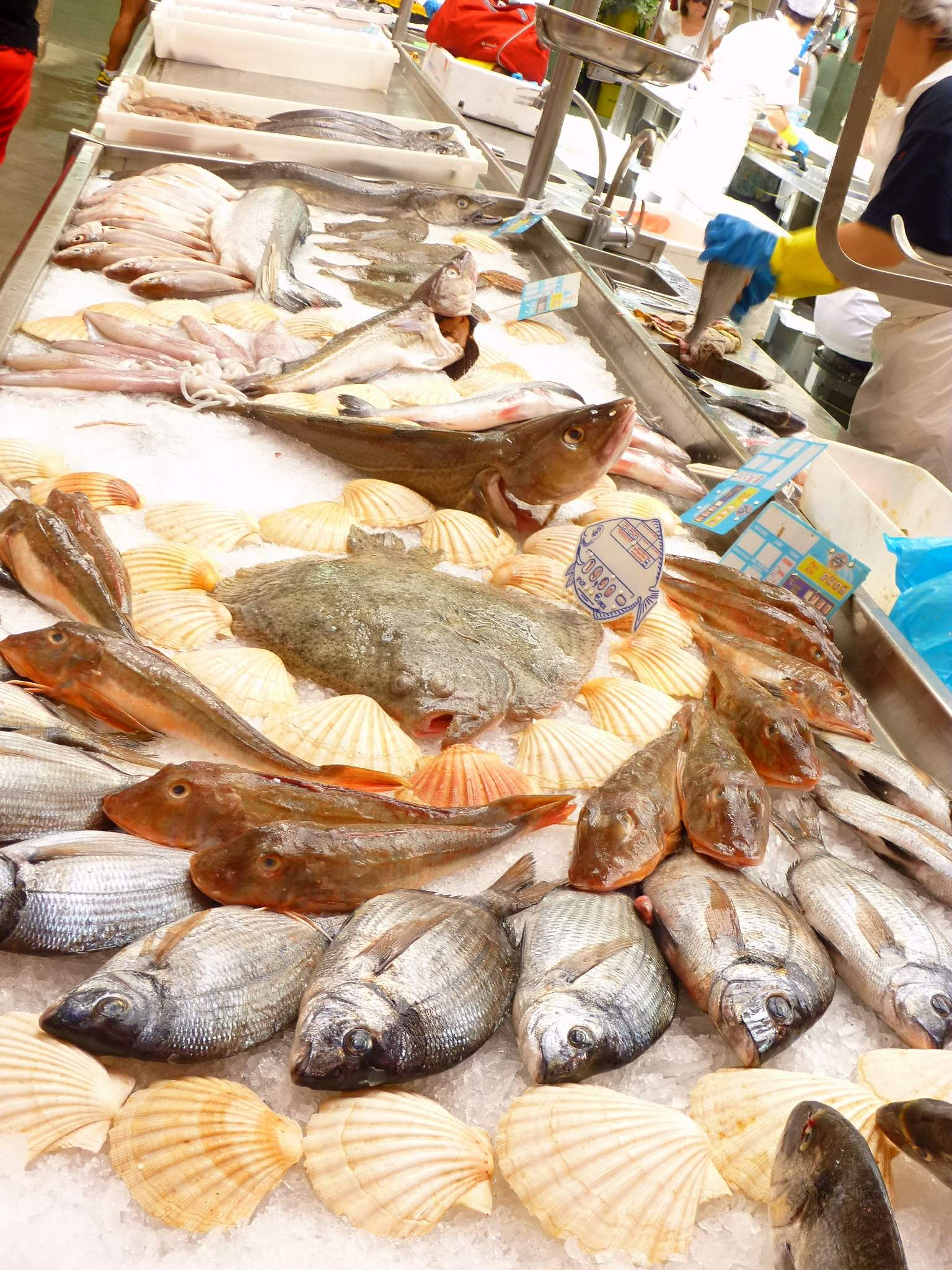
Peixes
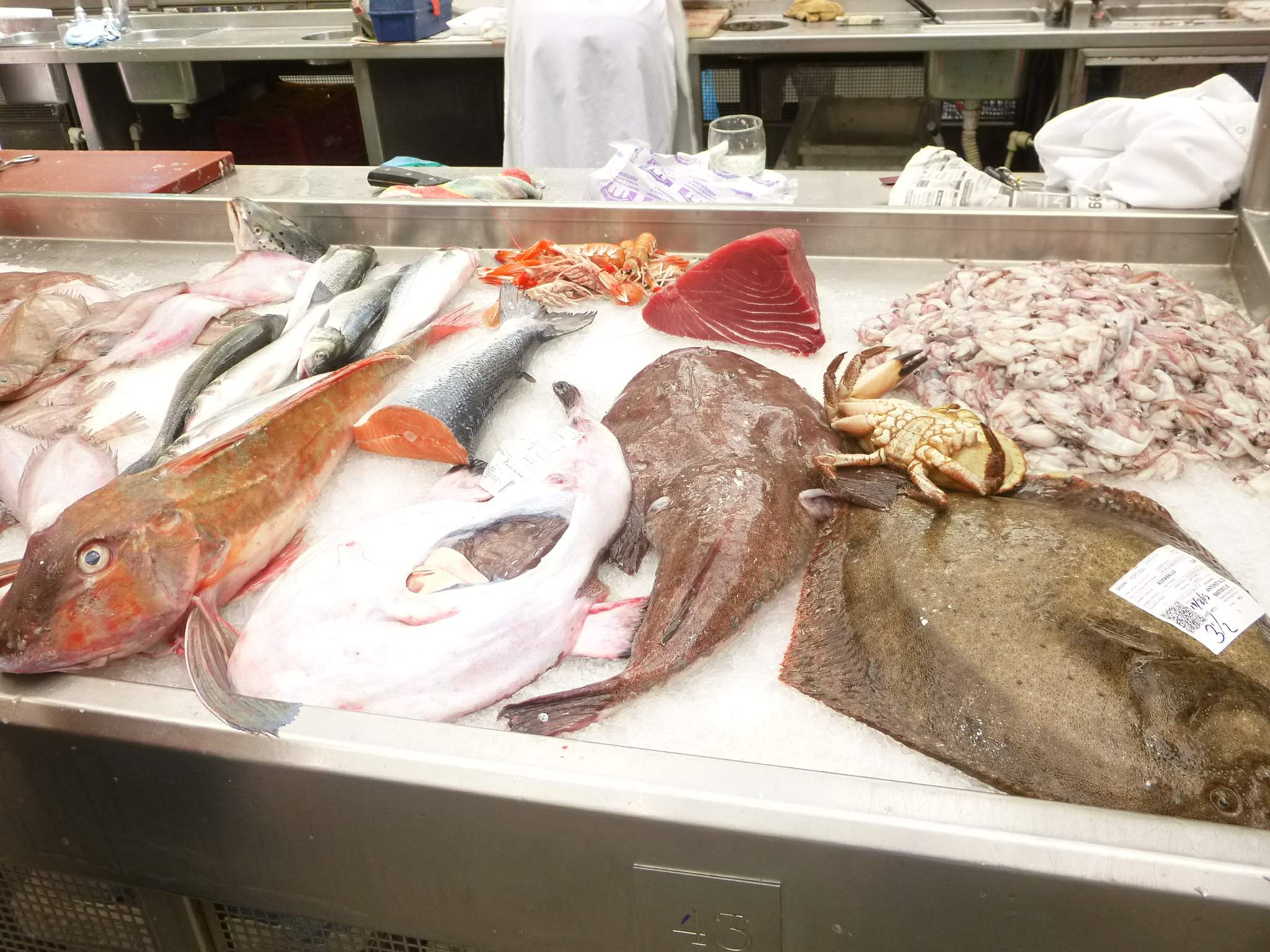
Peixes
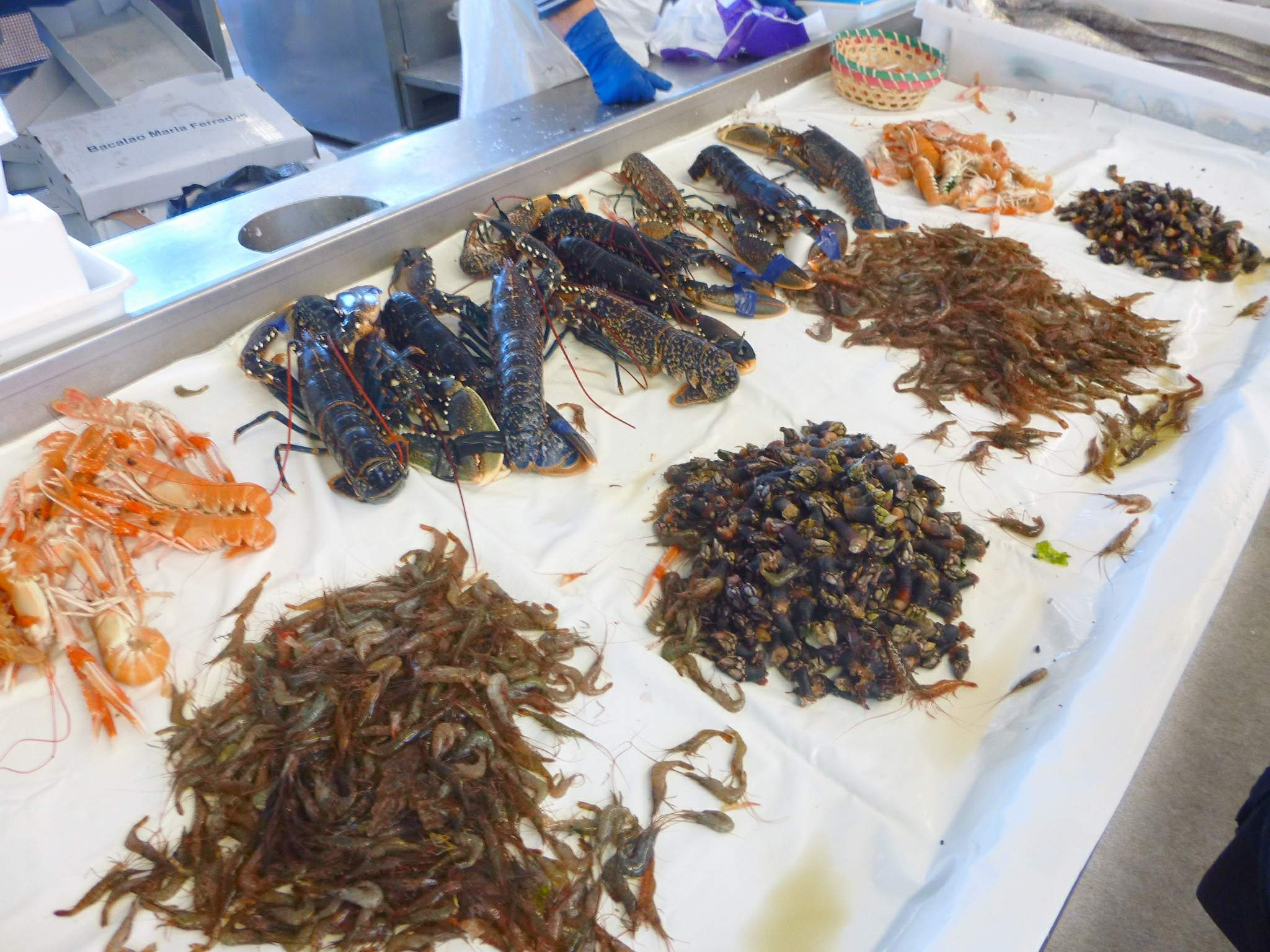
Marisco
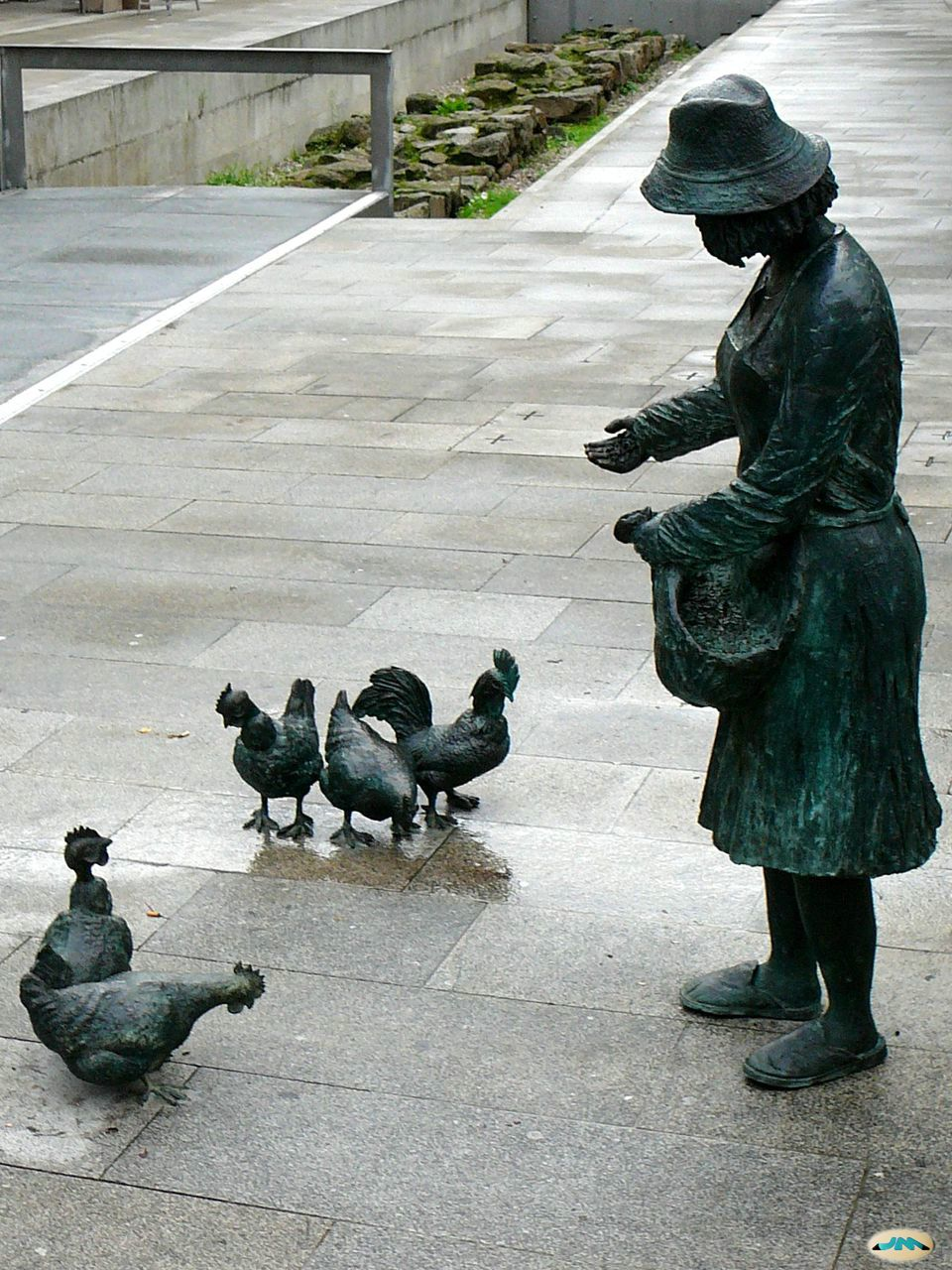
Mulher com galinhas e restos das muralhas
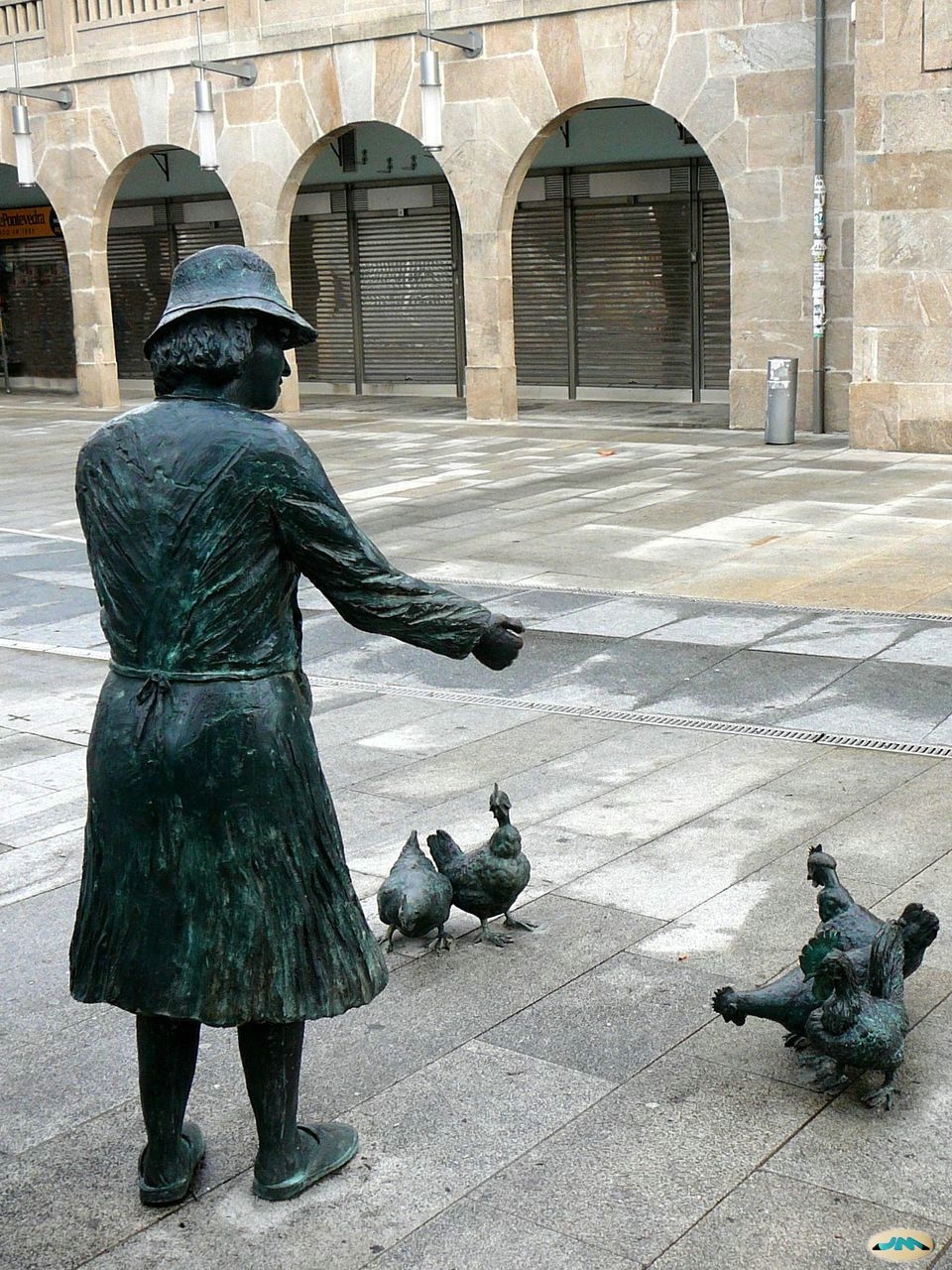
A moza das galiñas em frente às arcadas do mercado
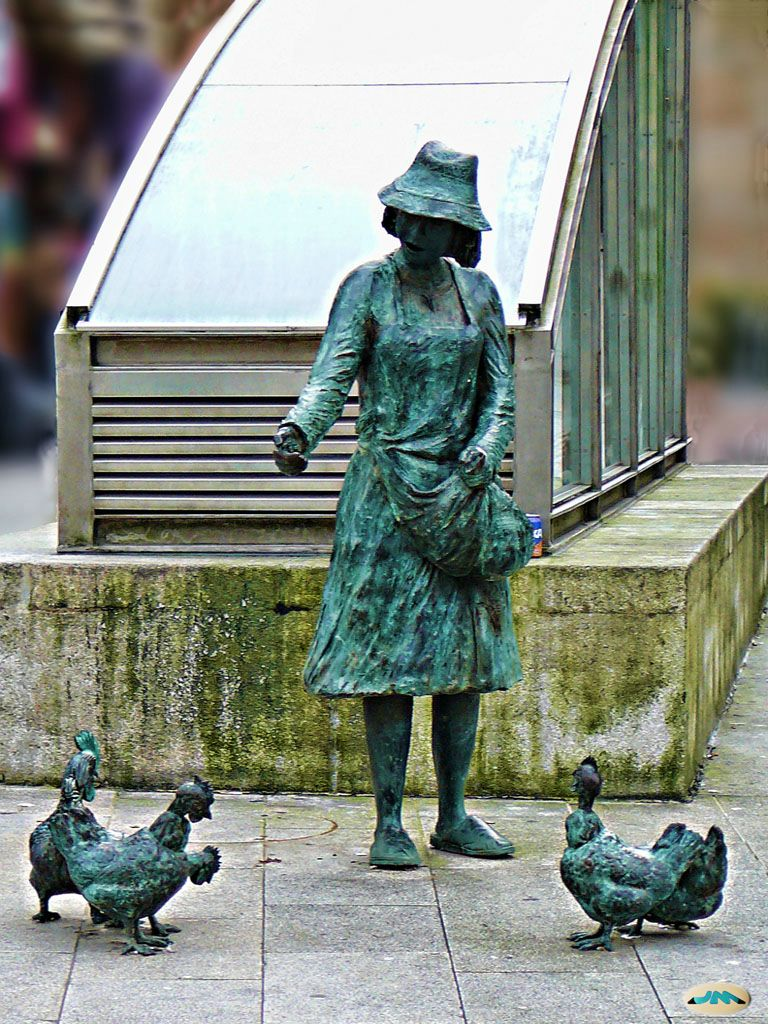
Grupo de estátuas em frente a uma das entradas do estacionamento subterrâneo do mercado

## Artigos relacionados
- Caixa Económica Provincial de Pontevedra
- Ponte do Burgo